# Стефансон, Лесли
Ле́сли Энн Сте́фансон (англ. Leslie Ann Stefanson; род. 10 мая 1971, Фарго, Северная Дакота, США) — американская актриса, фотомодель, художница и скульптор.

## Биография
Лесли Энн Стефансон родилась 10 мая 1971 года в Фарго (штат Северная Дакота, США), а выросла в Мурхеде (штат Миннесота, США). В 1993 году окончила Барнард-колледж со степенью бакалавра в области английской литературы.

## Карьера
Лесли дебютировала в кино в 1994 году, сыграв роль девушки на вечеринке в фильме «У ковбоев так принято». В 2003 году Стефансон сыграла свою 18-ю и последнюю роль — Найлу Олсон в фильме «Охотник за пришельцами».
Также Лесли была фотомоделью.
В последние годы Лесли занимается рисованием и скульптурой. В настоящее время живёт и работает в Нью-Йорке.

## Личная жизнь
С 2002 года Лесли состоит в фактическом браке с актёром Джеймсом Спейдером (род.1960), с которым она также помолвлена с 2008 года. У пары есть сын (род.31.08.2008).

## Фильмография
| Год  |   | Русское название       | Оригинальное название                     | Роль                        |
| ---- | - | ---------------------- | ----------------------------------------- | --------------------------- |
| 1994 | ф | У ковбоев так принято  | The Cowboy Way                            | девушка на вечеринке        |
| 1996 | ф | У зеркала два лица     | The Mirror Has Two Faces                  | Сара Майерс                 |
| 1997 | ф | Гори, Голливуд, гори   | An Alan Smithee Film: Burn Hollywood Burn | Мишель Рафферти             |
| 1997 | ф | Флаббер                | Flubber                                   | Сильвия                     |
| 1997 | ф | Лучше не бывает        | As Good as It Gets                        | официантка «Кафе 24»        |
| 1999 | ф | Генеральская дочь      | The General's Daughter                    | лейтенант Элизабет Кэмпбелл |
| 2000 | ф | Неуязвимый             | Unbreakable                               | Келли                       |
| 2002 | ф | Ограбление             | The Stickup                               | Натали Райт                 |
| 2003 | ф | Загнанный              | The Hunted                                | Айрин Кравиц                |
| 2003 | ф | Охотник за пришельцами | Alien Hunter                              | Найла Олсон                 |